# Havaj
Havaj és un poble i municipi d'Eslovàquia. Es troba a la regió de Prešov, al nord del país.

## Història
La primera referència escrita de la vila data del 1403.

## Demografia
| Godina             | 1994 | 2004   | 2014   | 2024   |
| ------------------ | ---- | ------ | ------ | ------ |
| Nombre de persones | 415  | 420    | 398    | 393    |
| Diferència         |      | +1,20% | −5,23% | −1,25% |

| Godina             | 2023 | 2024   |
| ------------------ | ---- | ------ |
| Nombre de persones | 404  | 393    |
| Diferència         |      | −2,72% |